# Sabaneta (Venezuela)
Sabaneta ist eine venezolanische Mittelstadt im Bundesstaat Barinas. Bürgermeister der Stadt ist Aníbal Chávez, Bruder von Hugo Chávez. Die Stadt Sabaneta mit Gemeinde hatte 27.850 Einwohner im Jahr 1990. Sie wurde im Jahr 1787 von Juan de Alhama gegründet.

## Persönlichkeiten
Sabaneta ist der Geburtsort des verstorbenen venezolanischen Präsidenten Hugo Chávez (1954–2013).